# Марико (река)
Марико (африк. Maricorivier, тсвана Maligwa, сесото Madikwa — в пер. здесь кровь) — река в Южной Африке. Площадь водосборного бассейна — 13 208 км².
Сливаясь с рекой Крокодил, образует Лимпопо.
На реке расположен город Хрут-Марико, названный в честь неё.

## Течение
Река берёт начало недалеко от Хрут-Марико, в месте под названием Глаз Марико, близ Рустенбурга и Свартраггенса в Северо-западной провинции Южной Африки. Истоком реки является огромная доломитизированная дыра в земле с чистой водой, также являющемся отличным местом для дайвинга. Она течёт на север, через Хрут-Марико, ниже по течению соединяясь вместе с небольшой рекой Клейн Марико. После этого река начинает называться «Мадиквене», но после объединения по левому берегу с рекой Сехубьяне (Сандслут) Мадикве возвращает своё настоящее название.
Она продолжает течь на северо восток, вдоль границы Южной Африки и Ботсваны. Далее, река Крокодайл объединяется с Марико на востоке и вместе они образуют Лимпопо. Через 5 километров после объединения рек Нотвани присоединяется к Лимпопо с юго-запада.

## Плотины
В бассейне реки расположено несколько плотин: Плотина Молатеди, Плотина Кромелленбоу, Плотина Марико-Босвельд, Плотина Уйткук, Плотина Клейк-Марикопуэрт, Плотина Сехуйване, Плотина Мадикве.